# Antonio Corradini
Antonio Corradini (19 d'octubre de 1688, Venècia – 12 d'agost de 1752, Nàpols) va ser un escultor venecià del moviment artístic conegut com a rococó.
Corradini va nàixer a Venècia i va treballar principalment al Veneto tot i que també acceptà treballs de fora de Venècia, com ara Viena o Nàpols, on va morir.
Algunes de les seves obres es troben a la Basílica de Sant Marc de Venècia. L'estàtua de Sant Marc Evangelista es troba actualment al Museu Córrer; l'escultura de la dona amb vel és al Louvre de París, mentre que a Praga s'hi troba el sepulcre de Sant Joan i al Palazzo Barberini de Roma hi ha la Vestal Tuccia, en la qual va treballar des del 1740 fins al 1744, any en què es va traslladar a Nàpols per treballar a la capella de Sansevero, en un encàrrec realitzat per Raimondo di Sangro, VII Príncep de Sansevero, amb qui compartia la fe maçònica.
Per a l'església napolitana de Santa Maria de la Pietat o «Pietatella», més coneguda com a Capella de Sansevero va realitzar:
- El monument a Giovanni Francesco de'Sangro
- La decoració
- El monument a Paolo de'Sangro
- La modèstia amb vel

Altres escultors que van treballar a la capella Sansevero van ser Francesco Celebrano, Giuseppe Sanmartino, Francesco Queirolo.

## Galeria d'obres

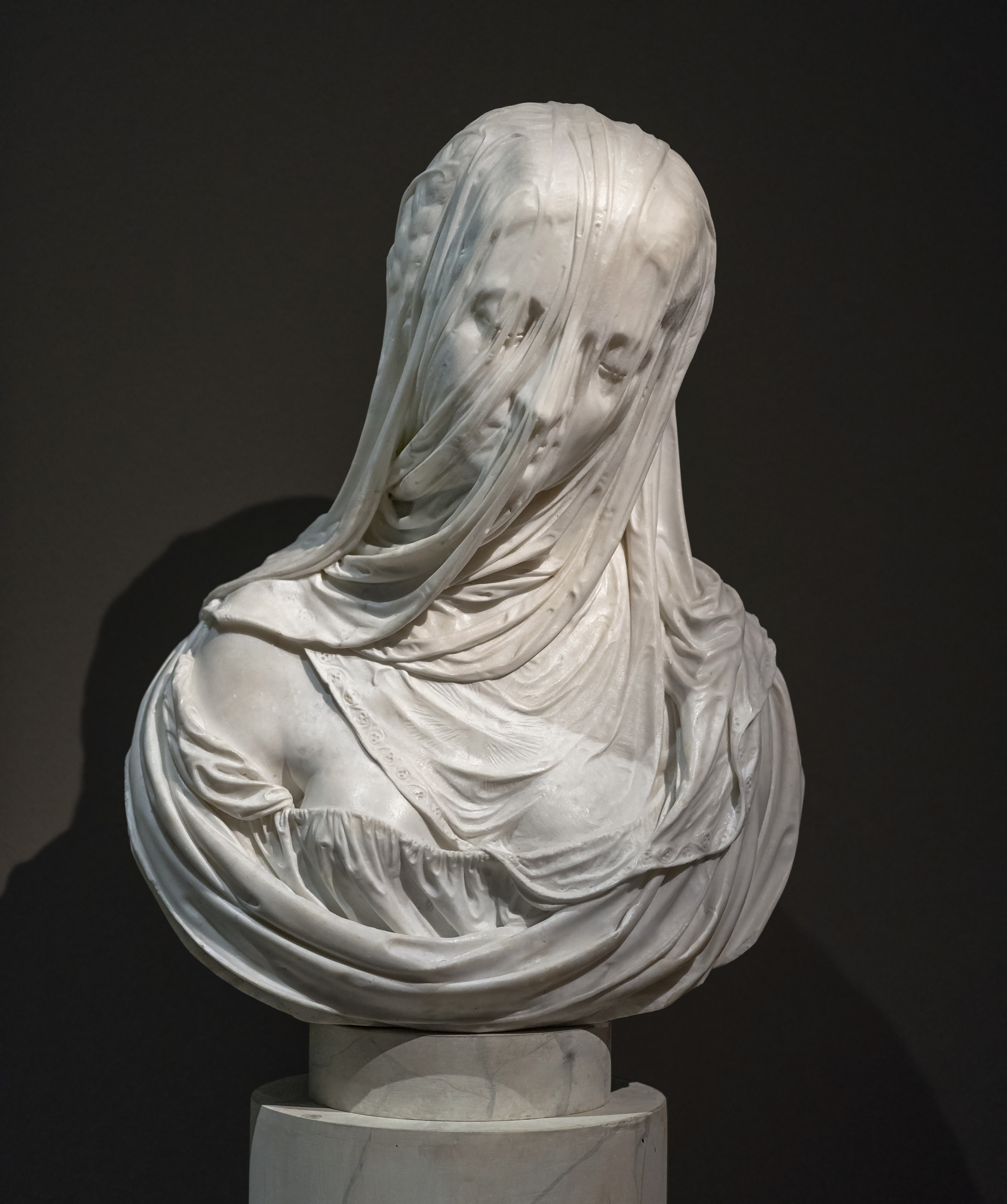
Dama del vel. Ca' Rezzonico
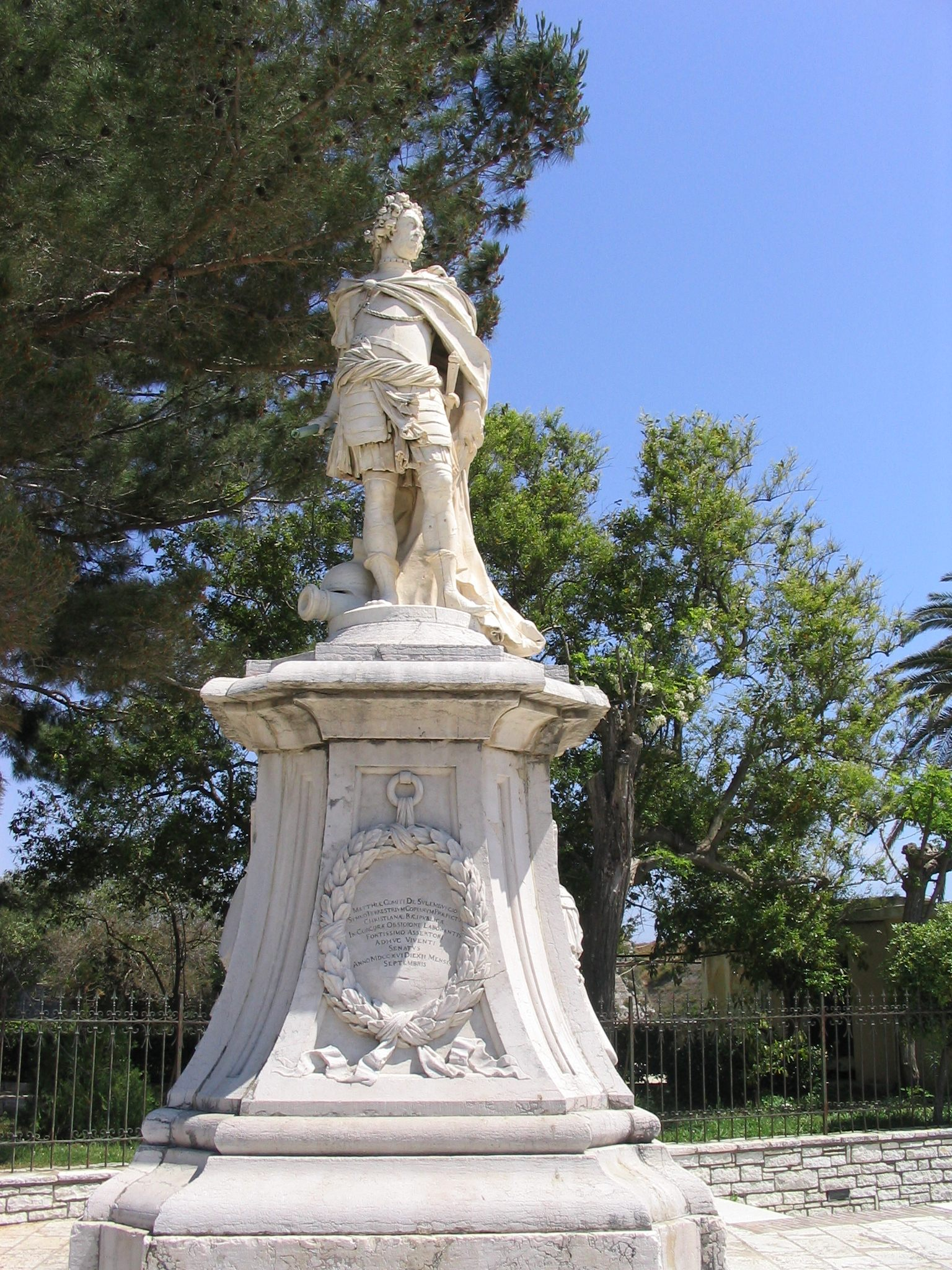
Corfú, Monument a Johannes Matthias Schulenburgu
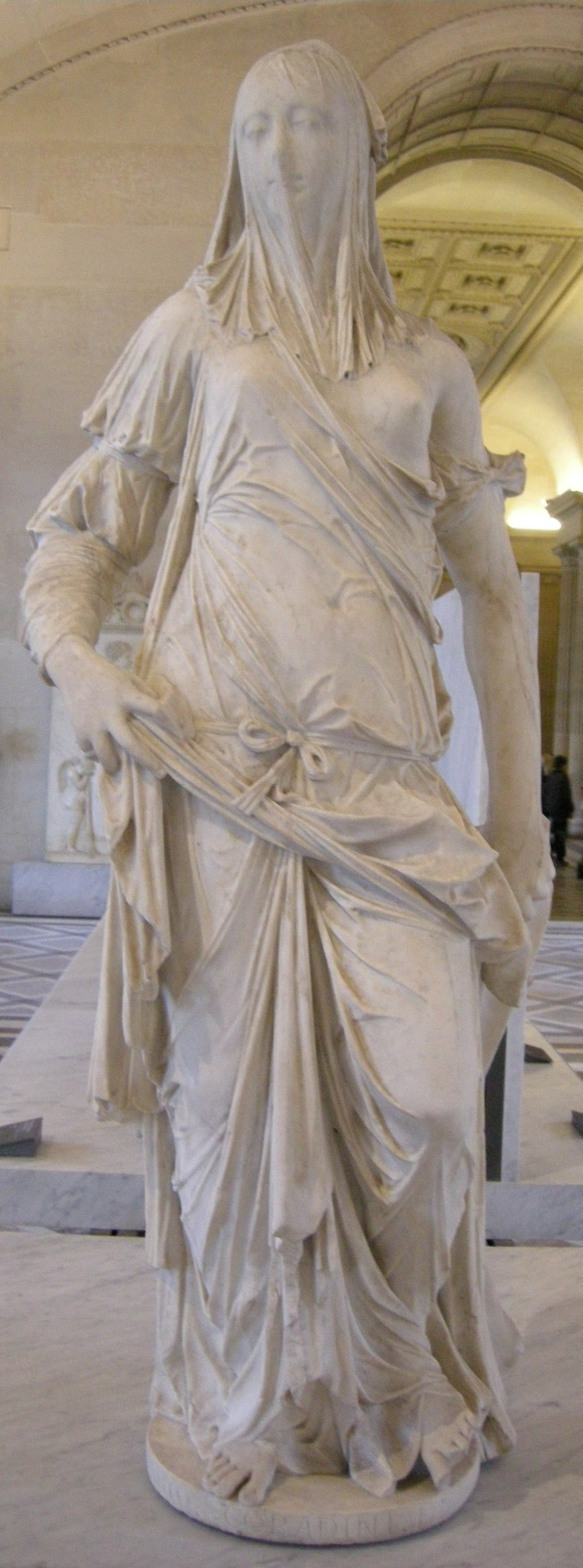
Museu del Louvre,La femme voilée
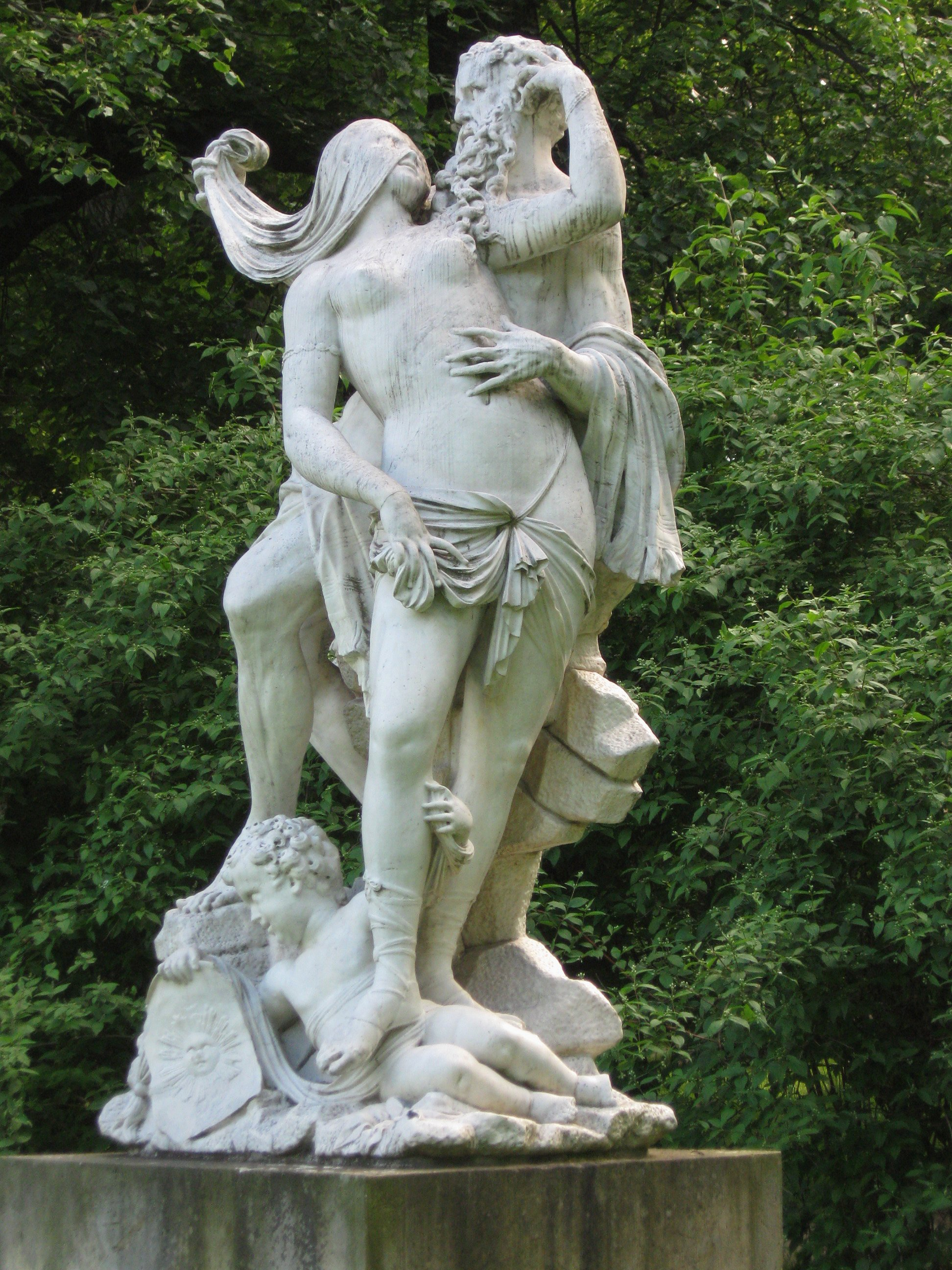
Dresde, Die Zeit enthuellt die Wahrheit